# 1. august
1. august er dag 213 i året i den gregorianske kalender (dag 214 i skudår). Der er 152 dage tilbage af året.
Peters fængselsdag, opkaldt efter en beretning fra Apostlenes Gerninger, der fortæller om Peter, der efter at være fængslet i Jerusalem, bliver befriet af en engel, og hans lænker findes opbevaret som relikvier i flere kirker.

### Begivenheder
Født - Dødsfald
- 1291 - Det Schweiziske Edsforbund indgås mellem de såkaldte "urkantoner" Schwyz, Uri og Unterwalden. Dagen er den schweiziske nationaldag.
- 1498 - Christoffer Columbus ankommer som den første europæer til Venezuela.
- 1666 - Den første avis i Danmark, Den Danske Mercurius, begynder at udkomme. Den udgives af forfatteren Anders Bording.
- 1714 - George Louis af Hannover får titel og navn kong George 1. af Storbritannien ved dronning Annes død.
- 1793 - Frankrig introducerer som det første land i verden metersystemet for mål og vægt, et biprodukt af den franske revolution.
- 1798 - Første dag ud af tre af Slaget ved Abukir, hvor den engelske flåde under ledelse af admiral Horatio Nelson slår den franske. Slutresultatet er at Napoleon og hans tropper spærres inde i Egypten.
- 1834 - Slaveriet bliver afskaffet i det britiske imperium.
- 1902 - USA køber rettighederne til Panamakanalen af Frankrig.
- 1914 - Tyskland erklærer Rusland krig.
- 1936 - De olympiske lege i Berlin åbner.
- 1941 - Den første Jeep produceres.
- 1944 - Anne Frank skriver sit sidste notat i sin dagbog.
- 1944   - Der udbryder oprør mod tyskerne i Warszawa.
- 1960 - Benin (under navnet Dahomey) erklærer sig uafhængig af Frankrig.
- 1967 - Israel annekterer Øst-Jerusalem efter Seksdageskrigen.
- 1968 - Hassanal Bolkiah bliver kronet som sultan af Brunei.
- 1975 - Ved OSCE-topmødet underskriver statslederne fra Øst og Vest Helsingfors-erklæringen, hvor bl.a. USA og Vesteuropa anerkender grænsedragningen i Europa efter 2. verdenskrigs afslutning, og Sovjetunionen anerkender at ville respektere bl.a. menneskerettigheder.
- 1981 - MTV starter sine udsendelser. Den første video som spilles er Video Killed The Radio Star af Buggles.
- 2004 - Et læk i en gastank forårsager en brand i et indkøbscenter i Asuncion, Paraguay. 396 mennesker omkommer, og over 500 såres.
- 2009 - Anders Fogh Rasmussen, Danmarks tidligere statsminister tiltræder som generalsekretær for NATO.

### Født
- 10 f.Kr. - Claudius, romersk kejser (død 54).
- 1744 - Jean-Baptiste Lamarck, fransk biolog (død 1829).
- 1819 - Herman Melville, amerikansk forfatter (død 1891).
- 1893 - Alexander 1., græsk konge (død 1920).
- 1923 - Inge Ketti, dansk skuespiller (død 2012).
- 1930 - Pierre Bourdieu, fransk sociolog (død 2002).
- 1933 - Ebbe Langberg, dansk skuespiller (død 1989).
- 1933   - Antonio Negri, italiensk filosof (død 2023).
- 1934 - Peter Dommisch, tysk skuespiller (død 1991).
- 1936 - Yves Saint Laurent, fransk modedesigner (død 2008).
- 1942 - Jerry Garcia, amerikansk musiker i The Grateful Dead (død 1995).
- 1946 - Boz Burrell, engelsk basguitarist i King Crimson (død 2006).
- 1953 - Anders Høiris, dansk erhvervsmand og kommunalpolitiker.
- 1960 - Alex Nyborg Madsen, dansk sanger og radiovært.
- 1967 - Anders Samuelsen, dansk EU-parlamentariker.
- 1967   - Ida Jørgensen, dansk folketingspolitiker.
- 1972 - Heidi Bank, dansk kommunal og folketingspolitiker.
- 1975 - Thomas Gyldal Petersen, borgmester i Herlev
- 1976 - Søren Jochumsen, dansk fodboldspiller.
- 1981 - Hans Lindberg, dansk håndboldspiller.
- 1984 - Bastian Schweinsteiger, tysk fodboldspiller.
- 1985 - Louisa Yaa Aisin, dansk-afrikansk sanger og skuespiller.

### Dødsfald
- 527 - Justinus 1., byzantinsk kejser (født ca. 450).
- 1714 - Anne, engelsk dronning (født 1665).
- 1838 - Fritz Petzholdt, dansk landskabsmaler (født 1805).
- 1971 - T.N. Djurhuus, færøsk digter (født 1928).
- 1973 - Walter Ulbricht, østtysk statsmand (født 1893).
- 1990 - Lotta Hitschmanova, canadisk humanist (født 1909).
- 1997 - Svjatoslav Richter, ukrainsk pianist (født 1915).
- 2005 - Constant, hollandsk COBRA-kunstner (født 1920).
- 2005 - Fahd, saudiarabisk konge (født 1923).
- 2005 - Kaj Dorph-Petersen, dansk chefredaktør (født 1924).
- 2016 - Anne af Bourbon-Parma, tidligere dronning af Rumænien (født 1923).

|  | Denne datoartikel kan blive bedre, hvis der indsættes et (bedre) billede Du kan hjælpe ved at afsøge Wikimedia Commons for et passende billede eller uploade et godt billede til Wikimedia Commons iht. de tilladte licenser og indsætte det i artiklen. |